# Гонсалес, Анхель
А́нхель Гонса́лес Муньи́с (исп. Ángel González Muñiz; 6 сентября 1925, Овьедо — 12 января 2008, Мадрид) — испанский поэт «поколения пятидесятых годов».

## Биография
Анхель Гонсалес Муньис родился 6 сентября 1925 года в Овьедо. Отец Гонсалеса умер, когда он был грудным ребёнком. Семья сильно пострадала от франкистов во время Гражданской войны: один брат расстрелян, другой выслан, сестре не разрешено было завершить образование.
В 1943 году Анхель Гонсалес заболел туберкулезом, болел три года. Во время болезни увлекся поэзией: читал много стихов и начал писать свои собственные. Решил изучать право в университете Овьедо. 
В 1950 году переехал в город Мадрид, чтобы учиться в школе журналистики. В 1954 году сдает государственные экзамены на должность чиновника гражданской администрации в Министерстве общественных работ; получает назначение в управление Севильи. Однако через год берет отпуск за свой счет и едет в Барселону. Там он работает редактором в нескольких издательствах и завязывает дружбу с барселонскими литераторами и поэтами (Карлос Барраль, Хосе Агустин Гойтисоло, Хайме Хиль де Бьедма). 
В 1956 году выходит первая книга его стихов, которая ясно определяет его как человека, чье детство пришлось на Гражданскую войну. Эта книга получила вторую (поощрительную) премию Adonáis(es:). Гонсалес возвращается в Мадрид и вновь работает в администрации. Знакомится с поэтами и писателями своего поколения: Габриэлем Селайя, Хуаном Гарсией Ортелано, Хосе Мануэлем Кабальеро Бональдом и другими.
После выхода своей второй книги (1961) Анхель Гонсалес был признан поэтом «поколения 1950 года» или «поколения середины века» (также его называют «поколением детей войны»).
В 1965—1967 гг. много ездил по Европе, участвовал в конгрессах писателей.
В 1970 г. был приглашен читать лекции в университете Альбукерке (штат Нью-Мексико, США). В 1972 г. он окончательно переехал в США и в 1973 г. выступал с лекциями в университетах Юты, Мэриленда и Техаса. В 1974 г. вернулся в Альбукерке на постоянную позицию преподавателя современной испанской литературы, с которой ушел на пенсию в 1993 г. После выхода на пенсию продолжал жить в Нью-Мексико, постоянно приезжая в Испанию.
В 1979 году приезжал на Кубу для участия в жюри, которое присуждает литературную премию Casa de las Américas.
В 2003 году приезжал в Москву по приглашению Института Сервантеса.

### Творчество
Поэзия Гонсалеса сочетает интимность с социальной тематикой. Ход времени, любовь и гражданственность — вот три главных темы, которые неустанно повторяются в его стихах, звучат с привкусом меланхолии, хотя и оптимистично. Его поэтический язык ясен, доступен, прозрачен, для него характерна мягкая ирония. Поэт рассказывает о повседневных делах разговорным городским языком, не впадая ни в народность, ни в краеведение. Критики особо отмечают свойственные его произведениям достоинство и солидарность, не ограничивающие индивидуальную свободу, как и у других поэтов его поколения.
Автор 12 сборников стихов (последний выпущен посмертно), 7 поэтических антологий. Написал эссе о Хуане Рамоне Хименесе (1973), поэтическом поколении 1927 года (1976), Габриэле Селайя (1977) и Антонио Мачадо (1979).
Сотрудничал с бардом Педро Авила при подготовке диска «Обласканный мир» (Acariciado mundo) — 12 стихов Гонсалеса на музыку Авилы (1987) и Педро Герры (книга-диск «Слово в воздухе» (La palabra en el aire)), 2003; а также с тенором Хоакином Пиксаном и другими музыкантами для альбома Voz que soledad sonando (2004).

### Признание
В 1962 году награждён премией имени Антонио Мачадо. В 1985 году — премией Принца Астурийского в области литературы. С 1997 года — член Испанской Королевской Академии. В том же году получил премию Королевы Софии по ибероамериканской поэзии. В 2001 году стал лауреатом премии изящных искусств и словесности имени Хулиана Бестейро. В 2004 году получил международную поэтическую премию города Гранады имени Федерико Гарсиа Лорки.
В 2009 году Луис Гарсиа Монтеро опубликовал роман о детских и юношеских годах Анхела Гонсалеса «Завтра не будет каким угодно Богу» (Mañana no será lo que Dios quiera). В том же году Хоакин Сабина посвятил поэту песню Menos dos alas (За вычетом двух крыльев) в новом диске Vinagre y rosas (Уксус и розы). Оба были близкими друзьями поэта.